# Feliks Rokicki (lekkoatleta)

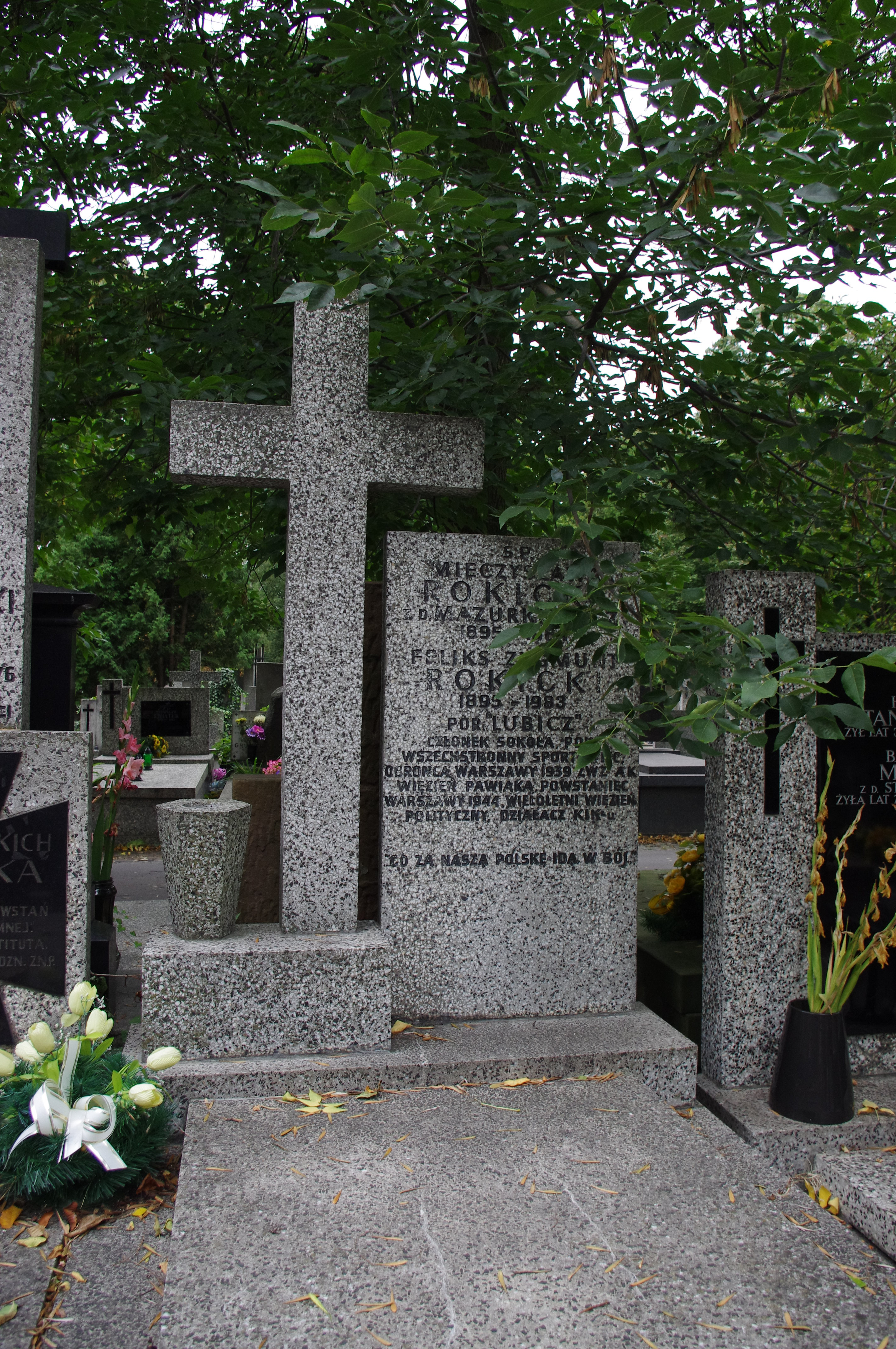
Grób lekkoatlety Feliksa Rokickiego cmentarzu Bródnowskim w Warszawie

Feliks Zygmunt Rokicki ps. „Lubicz” (ur. 19 maja 1895 w Warszawie, zm. 1 lipca 1983 tamże) – polski lekkoatleta, skoczek wzwyż, porucznik.

## Życiorys
Urodził się 19 maja 1895 w Warszawie, w rodzinie Andrzeja i Marianny z Szymańskich .
Podczas rozegranych w 1924 Warszawie mistrzostw Polski seniorów, jako zawodnik klubu Sokół Warszawa, zdobył brązowy medal w skoku wzwyż uzyskując 1,615 m.
Był oficerem Policji Państwowej (był m.in. referentem do spraw sportu Komendy Głównej Policji), w 1939 roku uczestniczył w obronie Warszawy. Podczas II wojny światowej działa w Związku Walki Zbrojnej oraz Państwowym Korpusie Bezpieczeństwa. Uczestnik powstania warszawskiego. Został pochowany na cmentarzu Bródnowskim (kw. 29A-5-16).

## Rekordy życiowe
- Skok wzwyż – 1,68 (9 września 1923, Toruń)[2]